# 中の湯
中の湯（なかのゆ）は、福島県の磐梯山にある温泉（野湯）。耶麻郡磐梯町と北塩原村の境界付近に位置する。

## 温泉地
1軒宿があったが1990年代後半に廃業。現在も湯は湧出しており、野湯が作られている。

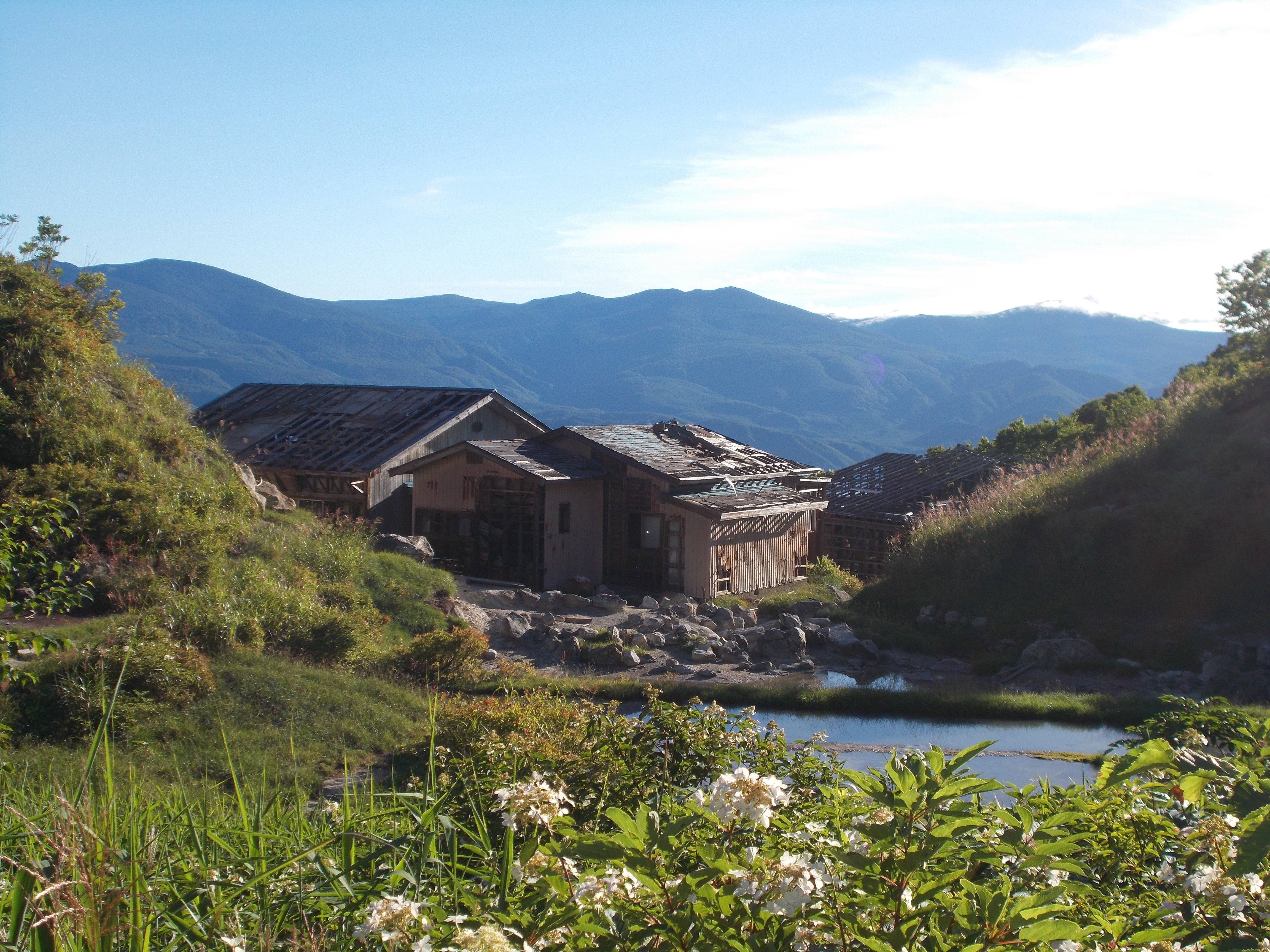
中の湯と隣接して宿が建っていた。(現在は廃墟となっている)

## 歴史
小磐梯山の北斜面に上の湯，中の湯，下の湯の3箇所に温泉が湧出しており、湯治場となっていた。
1888年7月15日に磐梯山が噴火し、山体崩壊による岩屑なだれで、上の湯と下の湯は埋没し人的被害も発生した。
中の湯も被害を受けたが地盤は残り、温泉地として残った。

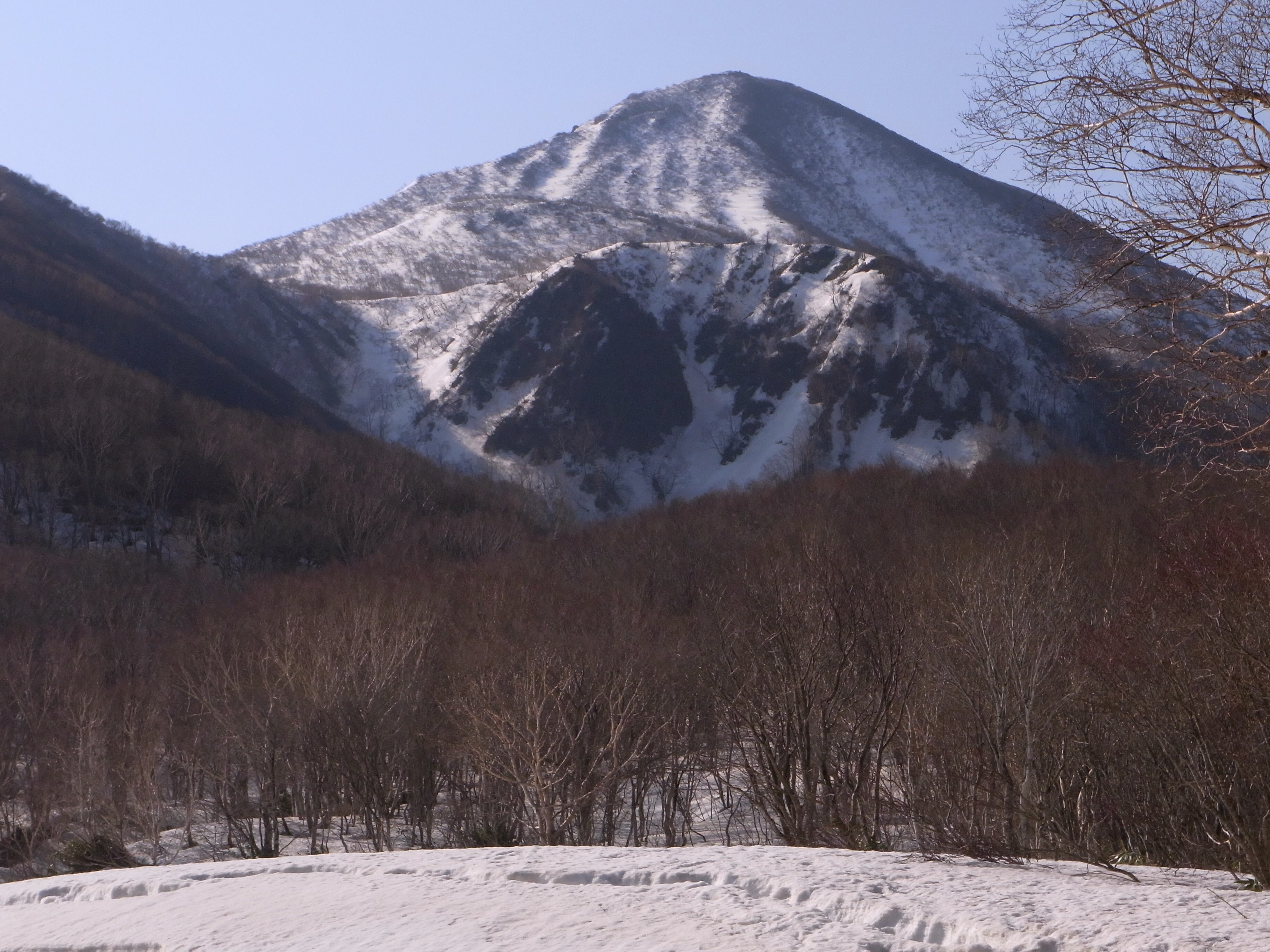
中の湯付近から見る磐梯山の山頂部

## アクセス
磐梯山ゴールドライン八方台駐車場より徒歩約30分。